# Antonio Poma
Antonio Poma (12 de junho de 1910 - 24 de setembro de 1985) foi um cardeal italiano da Igreja Católica. Ele serviu como arcebispo de Bolonha de 1968 a 1983, e foi elevado ao cardinalato em 1969.

## Biografia
Poma nasceu em Villanterio e estudou no seminário de Pavia e na Pontifícia Universidade Gregoriana de Roma (onde obteve seu doutorado em Teologia em 1934). Foi ordenado sacerdote pelo Arcebispo Giuseppe Palica em 15 de abril de 1933, na capela do Seminário Maior Romano. Antes de se tornar reitor do seminário de Pavia, em julho de 1947, tornou-se secretário particular do Bispo de Pavia e professor de literatura e de teologia dogmática no mesmo seminário em 1935.
Em 28 de outubro de 1951, Poma foi nomeado bispo auxiliar de Mântua e Bispo Titular de Thagaste pelo Papa Pio XII. Ele recebeu sua consagração episcopal no dia 9 de dezembro seguinte do bispo Carlo Allorio, com os bispos Vittorio De Zanche e Giuseppe Piazzi servindo como co-consagradores, na Catedral de Pavia. Poma foi nomeado bispo coadjutor de Mântua em 2 de agosto de 1952, sucedendo posteriormente Domenico Menna como bispo do mesmo em 8 de setembro de 1954. De 1962 a 1965, ele participou do Concílio Vaticano II. Ele foi promovido a Arcebispo Coadjutor de Bolonha e Arcebispo Titular de Hierpiniana, em 16 de julho de 1967. Em 12 de fevereiro de 1968, Poma sucedeu Giacomo Lercaro como Arcebispo de Bolonha, após sua renúncia.
O Papa Paulo VI criou-o Cardeal-Sacerdote de São Lucas na Via Prenestina no consistório de 28 de abril de 1969. De 1969 a 1979, Poma serviu como Presidente da Conferência Episcopal Italiana. Durante essa capacidade, ele advertiu que os católicos que apoiam o comunismo se separam da Igreja. Ele também foi um dos cardeais eleitores que participaram dos conclaves de agosto e outubro de 1978, que selecionaram os papas João Paulo I e João Paulo II respectivamente. Em 11 de fevereiro de 1983, o Cardeal renunciou ao cargo de arcebispo de Bolonha, após quase catorze anos de serviço. Ele continuou a governar a Arquidiocese como seu Administrador Apostólico até a nomeação do Bispo Enrico Manfredini no dia 18 de março seguinte.
Poma morreu em Bolonha, aos 75 anos. Ele está enterrado na catedral metropolitana da mesma cidade.

## Outro
- Durante o seu mandato como Arcebispo de Bolonha, fundou a segunda Casa da Caridade, a Mensa della fraternità ou o Refeitório dos Pobres, a Diocesana Charitas e a Missão da Igreja Bolonhesa na Tanzânia.[3]
- Poma sofria de erisipela.[4]